# Glória de Dourados
Glória de Dourados is een gemeente in de Braziliaanse deelstaat Mato Grosso do Sul. De gemeente telt 9.894 inwoners (schatting 2009).